# میلاق
میلاق، روستایی از توابع بخش آبگرم شهرستان آوج در استان قزوین ایران است؛ و با روستاهای کلنجین، مصرآباد، وروق، اک، تخت میلاق و میندک همجوار می‌باشد.
میلاق، (اِخ) دهی است از دهستان خرقان شرقی بخش آوج شهرستان قزوین، واقع در ۲۴ هزارگزی خاور آوج با ۳۸۵ تن سکنه، آب آن از چشمه و رودخانه و راه آن مالرو است. مردمش به زبان ترکی آذربایجانی سخن می‌گویند.

## جمعیت
این روستا در دهستان خرقان شرقی قرار دارد و براساس سرشماری مرکز آمار ایران در سال ۱۳۹۵، جمعیت آن ۷۵ نفر (۲۴ خانوار) بوده است که تعدادی از این خانوارها فصلی می‌باشند که در فصل بهار و تابستان و اوایل پاییز که فصل سرما آغاز نشده، در روستا به کار کشاورزی و دامداری و زنبورداری مشغول هستند و با شروع فصل سرما به شهرهای همجوار مراجعت می‌نمایند.

## معیشت
به دلیل شرایط اقلیمی و کوهستانی بودن روستا بیشتر درآمد اهالی دامداری، کشاورزی و زنبورداری می‌باشد وعسل این روستا از مرغوبیت خاصی برخوردار است طوری که سالانه در حدود ۲ تن عسل مرغوب و با کیفیت در این روستا تولید و به فروش می‌رسد.